# كانتون ميرا
كانتون ميرا (بالإنجليزية: Mera Canton)‏ هو كانتون في الإكوادور، يتبع مقاطعة باستازا، عاصمته ميرا.